# 慕容脱
慕容 脱（ぼよう だつ、生没年不詳）は、五胡十六国時代の後燕の人物。昌黎郡棘城県の出身。後燕の皇帝慕容垂の弟の子。

## 生涯
後燕に仕え、彭城王に封じられていた。
392年6月、徐州刺史に任じられ、黎陽に鎮した。
これ以後の事績は、史書に記されていない。